# Exército Civil Irlandês

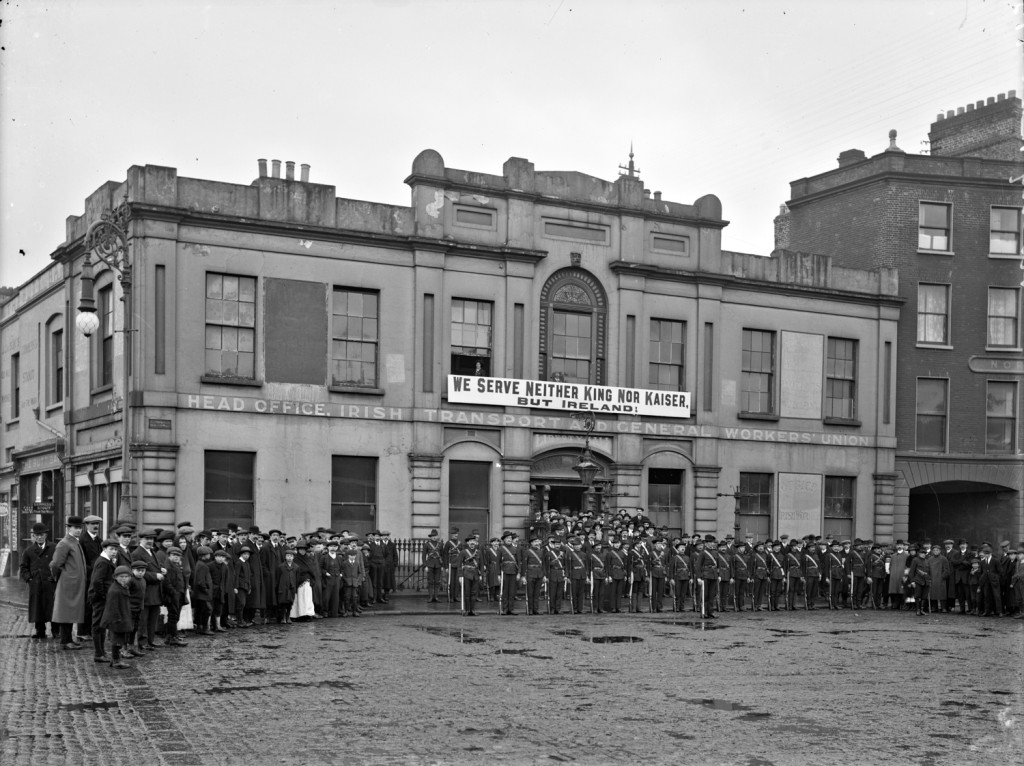
Militares do exército civil da Irlanda em frente ao Liberty Hall, em Dublin, 1914.

O Exército Civil Irlandês (em irlandês: Arm Cathartha na hÉireann) era um pequeno grupo sindical de voluntários criado em Dublin para a defesa dos trabalhadores em relação às manifestações da polícia. Foi formada por James Larkin e Jack White. Outros membros proeminentes incluem James Connolly, Seán O'Casey, Countess Markievicz, Francis Sheehy-Skeffington. Em 1916, participou na Revolta da Páscoa - uma insurreição armada destinada a pôr fim à soberania britânica na Irlanda.